# Geiga
Geiga (auch: Enejēbro Island, Enijaburō-tō, Giiko, Giko To) ist eine Insel des Kwajalein-Atolls in der Ralik-Kette im ozeanischen Staat der Marshallinseln (RMI).

## Geographie
Das Motu liegt im nördlichen Riffsaum des Atolls, zwischen Bokliplip und Marsugalt.

## Klima
Das Klima ist tropisch heiß, wird jedoch von ständig wehenden Winden gemäßigt. Ebenso wie die anderen Orte der Kwajalein-Gruppe wird Geiga gelegentlich von Zyklonen heimgesucht.